# Jungkook
Jeon Jungkook (koreanska: 전정국), född 1 september 1997, även känd som Jungkook, är en sydkoreansk sångare och låtskrivare. Han är bland annat sångare och den yngsta medlemmen i det sydkoreanska pojkbandet BTS.
Jungkook har släppt fem sololåtar, varav tre med BTS: "Begin" (2016), "Euphoria" (2018) och "My time" (2020), som alla har listats på Sydkoreas Gaon Digital Chart. Han sjöng också på soundtracket till den BTS-baserade webtoonen 7Fates:Chakho med titeln "Stay Alive". I juni 2022 var han med på singeln "Left and Right" av den amerikanska artisten Charlie Puth, som nådde nummer 22 på US Billboard Hot 100 som högst.

## Karriär

### 2013–: BTS

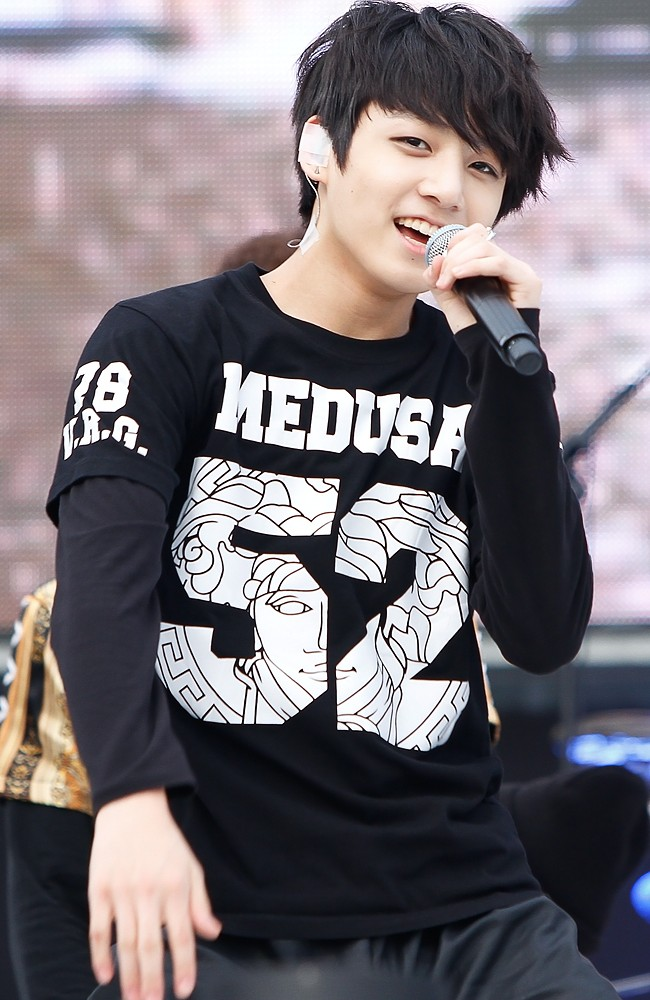
Jungkook på scenen i juli 2013.

Den 12 juni 2013 debuterade Jungkook som medlem i BTS med singeln 2 Cool 4 Skool . Under BTS:s namn har han släppt tre sololåtar; den första sololåten, en poplåt vid namn Begin släpptes med 2016-albumet Wings. Begin handlar om Jungkooks erfarenhet av att flytta till Seoul i ung ålder med drömmar att debutera som idol, han uttrycker sin tacksamhet mot sina bandmedlemmar för att de tog hand om honom under den tiden.
Hans andra sololåt Euphoria släpptes den 5 april 2018 med en tillhörande nio minuters kortfilm, som introduktion till den tredje delen av BTS Love Yourself-serie. Euphoria var producerad av DJ Swivel och placerade sig på nummer fem på Billboard Bubbling Under Hot 100. Den fullständiga studioversionen inkluderades på BTS Love Yourself: Answer samlingsalbum den 24 augusti.
My Time, Jungkooks tredje solo låt, från bandets studioalbum 2020 Map of the Soul: 7, är en R&B-låt om Jungkooks tonårsupplevelser som idol, och placerade sig på plats 84 på USA:s Billboard Hot 100. Euphoria och My Time är de sololåtarna av K-pop-soloartister som stannat längst på Billboards World Digital Song Sales-lista efter att ha legat rekordhöga 90 respektive 85 veckor på rankningen.
Jungkook har även jobbat som producent för BTS där han varit huvudproducent i två av BTS låtar: Love is Not Over och Magic Shop.

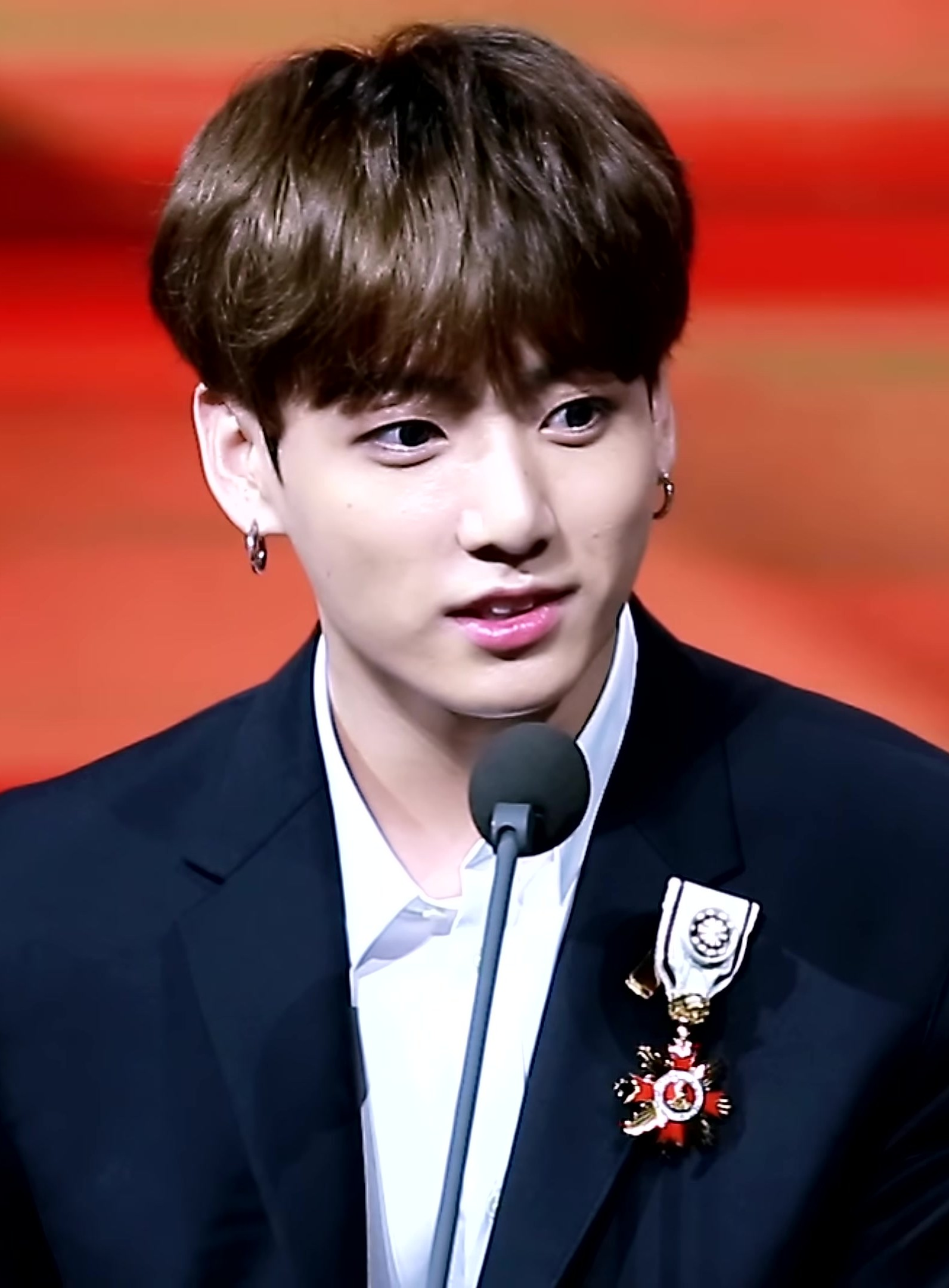
Jungkook på ceremonin där han fick Order of Cultural Merit.

Den 25 oktober 2018 tilldelades Jungkook (tillsammans med resten av BTS-medlemmarna) den femte klassens Hwagwan Order of Cultural Merit av Sydkoreas president, som den yngsta personen att få medaljen. I juli 2021 utsågs han som särskilt presidentsändebud för framtida generationer och kultur av president Moon Jae-in tillsammans med de andra medlemmarna i BTS. Deras mål är att hjälpa till att "leda den globala agendan för framtida generationer, via t.ex. hållbar tillväxt" och "expandera Sydkoreas diplomatiska ansträngningar och globala ställning" internationellt.

### 2015–: Solo-aktiviteter

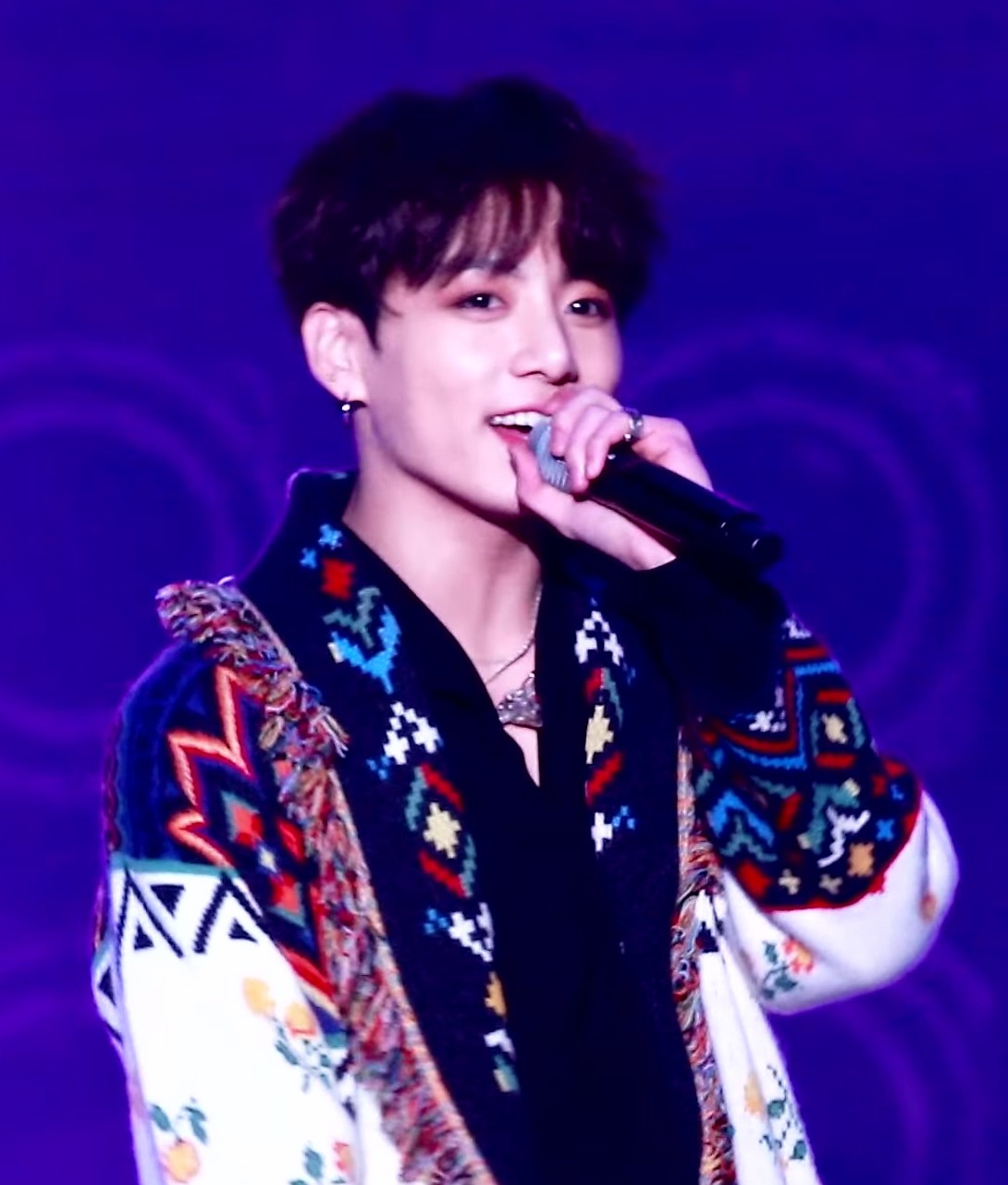
Jungkook företräder "Boy With Luv" på SBS Gayo Daejoon 2018.

I september 2015 deltog Jungkook i kampanjen "One Dream, One Korea", ett samarbete med artister från 22 sydkoreanska band till minne av Koreakriget. Låten släpptes den 24 september och presenterades på One K Concert i Seoul i oktober 2015.
År 2016 deltog Jungkook i pilotavsnittet av Flower Crew. Han dök också upp på ett avsnitt av Celebrity Bromance med Minwoo från bandet Shinhwa, och tävlade i avsnitt 72 av King of Mask Singer under namnet "Fencing Man" där han vann sitt avsnitt.
Jungkook framträdde den 6 november 2018 låten "We Don't Talk Anymore" med originalsångaren Charlie Puth på MBC Plus X Genie Music Awards. Det är en låt som han två gånger tidigare släppt covers av, ett solo och en duo med sin bandmedlem Jimin.
Den 4 juni 2020 släppte Jungkook låten "Still With You" på olika gratisplattformar som SoundCloud och Youtube i en del av BTS årliga firande. Billboard beskrev på engelska att låten har "tinkling synths and gently strummed guitars and brushed drums" [svenska: glimmande syntar och försiktigt trummade gitarrer och dämpade trummor]. Jungkook producerade stycket själv.
I februari 2022 sjöng Jungkook soundtracket till 7Fates: Chakho, en BTS-baserad Webtoon [koreansk variant av manga]. "Stay Alive" var producerad av bandmedlemmen SUGA. Med "Stay Alive" fick Jungkook sitt första solo-bidrag på Billboard Hot 100 med debut på nummer 95, han fick även sitt första solo-topp-tio-bidrag på topplistan Billboard Global Excluding USA på nummer åtta. I Storbritannien blev "Stay Alive" det första koreanska soundtracket att debutera på OCC:s officiella singellista och kom in på rankningen som nummer 89. Jungkook samarbetade igen med Charlie Puth, med på singeln " Left and Right ", som släpptes den 24 juni samma år.

## Genomslag och inflytande
År 2019 i en undersökning gjord av Gallup Korea rankades Jungkook som årets tredje mest omtyckta kändis i Sydkorea, han debuterade för första gången på listan år 2016 på 20:e plats, sedan på 17:e plats 2017, och 8:e plats 2018. Under 2018 placerade sig Jungkook på första plats 10 veckor i rad i tidningen Hi China, under kategorin för mest älskade kändisar i Kina. Jungkook är också populär på sociala medier bland fans då han i december 2018 laddade upp en video där han sjöng i sin studio, vilket blev det mest retweetade tweetet i Sydkorea under hela året. Olika artister har citerat honom som inflytande och förebild, som Kim Dong-han och Hyeongseop X Euiwoong. Jungkook själv har nämnt Justin Bieber, Justin Timberlake och Usher bland sina musikaliska inspirationer.

## Privatliv
Jungkook var inblandad i en bilolycka med en taxi i Seoul i november 2019. Ingen av de inblandade skadades allvarligt och en uppgörelse i godo träffades senare samma dag.
I juli 2019 köpte han en lägenhet i Yongsan-gu i Seoul värd 4 miljarder won, som han gav till sin äldre bror i december 2020. Från och med juli 2021 uppskattades Jungkooks nettovärde till 20 miljoner USD.

## Diskografi

### Låtar på topplistor
| Titel | År              | Högsta positioner på topplistor | Högsta positioner på topplistor | Högsta positioner på topplistor | Högsta positioner på topplistor | Högsta positioner på topplistor | Högsta positioner på topplistor | Högsta positioner på topplistor | Högsta positioner på topplistor | Högsta positioner på topplistor | Högsta positioner på topplistor | Försäljning                       | Album                 |
| Titel | År              | Korea                           | Kanada                          | Ungern                          | Japan                           | Nya Zeeland                     | Skottland                       | Storbritannien                  | USA                             | USA:s värld                     | Värld                           | Försäljning                       | Album                 |
| Som huvudartist | Som huvudartist | Som huvudartist                 | Som huvudartist                 | Som huvudartist                 | Som huvudartist                 | Som huvudartist                 | Som huvudartist                 | Som huvudartist                 | Som huvudartist                 | Som huvudartist                 | Som huvudartist                 | Som huvudartist                   | Som huvudartist       |
| --- | --------------- | ------------------------------- | ------------------------------- | ------------------------------- | ------------------------------- | ------------------------------- | ------------------------------- | ------------------------------- | ------------------------------- | ------------------------------- | ------------------------------- | --------------------------------- | --------------------- |
| "Begin" | 2016            | 27                              | —                               | —                               | —                               | —                               | —                               | —                               | —                               | 1                               | —                               | - Korea: 90 526                   | Wings                 |
| "Euphoria" | 2018            | 11                              | 86                              | 9                               | 76                              | 9                               | 49                              | —                               | —                               | 1                               | —                               | - USA: 500 000                    | Love Yourself: Answer |
| "My Time" | 2020            | 21                              | —                               | 20                              | —                               | 12                              | 58                              | —                               | 84                              | 1                               | —                               | - USA: 24 000                     | Map of the Soul: 7    |
| "Stay Alive" | 2022            | 68                              | 74                              | 5                               | 44                              | 6                               | 89                              | 95                              | 1                               | 13                              | —                               | - JPN: 15 852 (Dig.) - WW: 30 400 | singel utan album     |
| Som utvald artist |                 |                                 |                                 |                                 |                                 |                                 |                                 |                                 |                                 |                                 |                                 |                                   |                       |
| "Left and Right" (Charlie Puth featuring Jungkook) | 2022            | 15                              | 17                              | 3                               | 13                              | 2                               | *                               | 41                              | 22                              | —                               | 5                               | - JPN: 12 820 (Dig.)              | Charlie               |
| Andra samarbeten |                 |                                 |                                 |                                 |                                 |                                 |                                 |                                 |                                 |                                 |                                 |                                   |                       |
| "Perfect Christmas" (with Jo Kwon, Lim Jeong-hee, Joohee, and RM)                                                                                           | 2013            | 45                              | —                               | —                               | —                               | —                               | —                               | —                               | —                               | —                               | —                               | - KOR: 64 789                     | singel utan album     |
| "—" betecknar när låten inte kom på topplistan eller om den inte släpptes i den regionen "*" anger att diagrammet inte fanns vid tidpunkten för utgivningen |                 |                                 |                                 |                                 |                                 |                                 |                                 |                                 |                                 |                                 |                                 |                                   |                       |

### Andra låtar
| År   | Titel                 | Formatera                      | Andra artister     | Ref.   |
| ---- | --------------------- | ------------------------------ | ------------------ | ------ |
| 2013 | "Like a Star"         | Digital nedladdning, streaming | med RM             | [ 45 ] |
| 2015 | "One Dream One Korea" | Digital nedladdning, streaming | med olika artister | [ 46 ] |
| 2016 | "I Know"              | Digital nedladdning, streaming | med RM             | [ 47 ] |
| 2016 | "I'm in Love"         | Digital nedladdning, streaming | med Lady Jane      | [ 48 ] |
| 2020 | "Still with You"      | Digital nedladdning, streaming | *                  | [ 49 ] |
| 2022 | "My You"              | Streaming                      | *                  | [ 50 ] |

| År   | Artist   | Album                                            | Låt                          |
| ---- | -------- | ------------------------------------------------ | ---------------------------- |
| 2013 | BTS      | 2 Cool 4 Skool                                   | "We Are Bulletproof Pt. 2"   |
| 2013 | BTS      | 2 Cool 4 Skool                                   | "No More Dream"              |
| 2013 | BTS      | 2 Cool 4 Skool                                   | "Outro: Circle Room Cypher"  |
| 2015 | BTS      | The Most Beautiful Moment in Life, Pt. 1         | "Outro: Love Is Not Over"    |
| 2015 | BTS      | The Most Beautiful Moment in Life, Pt. 2         | "Run"                        |
| 2016 | BTS      | The Most Beautiful Moment in Life: Young Forever | "Dead Leaves"                |
| 2016 | BTS      | The Most Beautiful Moment in Life: Young Forever | "Run" (Alternative Mix)      |
| 2016 | BTS      | The Most Beautiful Moment in Life: Young Forever | "Love Is Not Over"           |
| 2016 | BTS      | The Most Beautiful Moment in Life: Young Forever | "Run" (Ballad Mix)           |
| 2016 | BTS      | Youth                                            | "Introduction: Youth"        |
| 2018 | BTS      | Love Yourself: Tear                              | "Magic Shop"                 |
| 2020 | BTS      | Map of the Soul: 7                               | "My Time"                    |
| 2020 | Jungkook | Singel utan album                                | "Still With You"             |
| 2020 | BTS      | Map of the Soul: 7 – The Journey                 | "Your Eyes Tell"             |
| 2020 | BTS      | Map of the Soul: 7 – The Journey                 | "Outro: The Journey"         |
| 2020 | BTS      | Singel utan album                                | "In the Soop"                |
| 2020 | BTS      | BE                                               | "Telepathy"                  |
| 2020 | BTS      | BE                                               | "Stay"                       |
| 2021 | BTS      | BTS, the Best                                    | "Film Out"                   |
| 2022 | BTS      | Proof                                            | "Run BTS"                    |
| 2022 | BTS      | Proof                                            | "Still With You" (a capella) |
| 2022 | Jungkook | Singel utan Album                                | "My You"                     |

## Filmografi

### Regissera krediter
| År   | Titel                         | Regissör(er)                                                | Ref.   |
| ---- | ----------------------------- | ----------------------------------------------------------- | ------ |
| 2017 | "G.C.F in Tokyo (정국&지민)"  | JK                                                          | [ 52 ] |
| 2018 | "G.C.F in Osaka"              | JK                                                          | [ 53 ] |
| 2018 | "G.C.F in USA"                | JK                                                          | [ 54 ] |
| 2018 | "G.C.F in Saipan"             | JK                                                          | [ 54 ] |
| 2018 | "G.C.F in Newark VHS ver."    | JK                                                          | [ 55 ] |
| 2019 | "G.C.F in Helsinki"           | JK                                                          | [ 54 ] |
| 2020 | "Life Goes On"                | Jeon Jungkook, Choi Yongseok & Yoon Jihye (Lumpens)         | [ 56 ] |
| 2020 | "Life Goes On: on my pillow"  | Jeon Jungkook, Choi Yongseok & Yoon Jihye (Lumpens)         | [ 57 ] |
| 2020 | "Life Goes On: in the forest" | Jeon Jungkook, Choi Yongseok & Yoon Jihye (Lumpens)         | [ 58 ] |
| 2020 | "Life Goes On: like an arrow" | Jeon Jungkook, Nu Kim, Choi Yongseok & Yoon Jihye (Lumpens) | [ 59 ] |

### Musikvideor
| År   | Titel               | Längd | Regissör(er) | Andra artister                                       | Ref.   |
| ---- | ------------------- | ----- | ------------ | ---------------------------------------------------- | ------ |
| 2013 | "Perfect Christmas" | 3:45  | Okänd        | med RM, Jo Kwon, Lim Jeong-hee och Jo Hee ( 8Eight ) | [ 60 ] |